# Majorita
La majorita és un mineral de la classe dels silicats, que pertany al grup estructural del granat. Rep el seu nom en honor d'Alan Major, del departament de geofísica i geoquímica, de la Universitat Nacional d'Austràlia, a Canberra. Major va ajudar a A. E. Ringwood a la síntesi d'alta pressió del granat a partir de piroxè.

## Característiques
La majorita és un silicat de fórmula química Mg₃(MgSi)(SiO₄)₃. Cristal·litza en el sistema isomètric. La seva duresa a l'escala de Mohs oscil·la entre 7 i 7,5.
Segons la classificació de Nickel-Strunz, la majorita pertany a «9.AD - Nesosilicats sense anions addicionals; cations en [6] i/o major coordinació» juntament amb els següents minerals: larnita, calcio-olivina, merwinita, bredigita, andradita, almandina, calderita, goldmanita, grossulària, henritermierita, hibschita, hidroandradita, katoïta, kimzeyita, knorringita, morimotoïta, vogesita, schorlomita, spessartina, uvarovita, wadalita, holtstamita, kerimasita, toturita, momoiïta, eltyubyuïta, coffinita, hafnó, torita, thorogummita, zircó, stetindita, huttonita, tombarthita-(Y), eulitina i reidita.

## Formació i jaciments
Va ser descoberta al meteorit coorara, un meteorit de tipus condrita trobat l'any 1966 al comtat de Dundas, a Austràlia Occidental, Austràlia. Ha estat trobat en altres indrets del planeta, majoritàriament en altres meteorits.